# Andréi Linde
Andréi Dmítriyevich Linde (n. 2 de marzo, de 1948 en Moscú, URSS) es un físico teórico ruso-norteamericano y profesor de física en la Universidad de Stanford. El Dr. Linde es conocido por su teoría y trabajos sobre el concepto de inflación cósmica e inflación eterna. Linde cursó estudios de física en la Universidad Estatal de Moscú. En 1975, Linde se doctoró en Moscú en el Instituto de Física Lébedev de la Academia de Ciencias de Rusia. Entre las distinciones que ha recibido por sus trabajos sobre inflación, en el año 2002 se le otorgó la medalla Dirac, junto con Alan Guth del MIT y Paul Steinhardt de la Universidad de Princeton.

## La idea básica de Linde
Según el concepto de "inflación eterna caótica" (ver inflación cósmica), el falso vacío se está expandiendo eternamente en un crecimiento exponencial alimentado por una energía oscura repulsiva constante de naturaleza aleatoria y punto nulo con presión negativa.
Nuestro universo es solo una pequeña parte causal de una única burbuja. Existe un número infinito de burbujas y de hecho existe un número infinito de universos como el nuestro en una burbuja en particular, lo que hace que se parezca más a una hoja infinita que se expande que a una superficie esférica finita (si eliminamos una dimensión para simplificar la visualización). El problema con esta simplificación, es que tal como lo mencionó Lee Smolin, por ejemplo, en "The Trouble With Physics", no es falsable (conforme al falsacionismo popperiano) si no son posibles señales no locales fuera de los conos de luz locales.

## Concesiones y honores
- Medalla Oskar Klein de la Universidad de Estocolmo (2001)
- Medalla Dirac (2002)
- Premio Gruber de Cosmología (2004)